# وارد بلامر
وارد بلامر (بالإنجليزية: Ward Plummer)‏ هو فيزيائي أمريكي، ولد في 20 أكتوبر 1940 في أستوريا في الولايات المتحدة.